# Быстрицкая, Элина Авраамовна
Эли́на Авраа́мовна Быстри́цкая (в документах Аврамовна; 4 апреля 1928, Киев, Украинская ССР, СССР — 26 апреля 2019, Москва, Россия) — советская и российская актриса театра и кино, театральный педагог. Народная артистка СССР (1978). Лауреат премии Правительства России в области культуры (2006).

## Биография
Элина Авраамовна Быстрицкая родилась 4 апреля 1928 года в Киеве в еврейской семье. Родители: военный врач-инфекционист, капитан медицинской службы Авраам Пейсахович (Петрович) Быстрицкий и больничный повар Эсфирь Исааковна Быстрицкая.
В детстве жила с родителями в Киеве в доме бабушки со стороны отца по улице Караваевской, № 1, но перед самой войной отец получил новое назначение в Нежин, где заведовал санитарно-эпидемиологической станцией и занимался научной работой.
Во время Великой Отечественной войны эвакуировалась в Астрахань, где училась на курсах медсестёр, и с 13 лет работала санитаркой и лаборанткой во фронтовом передвижном эвакогоспитале № 3261 сначала в Актюбинске, потом в Сталино и Одессе, где жила с матерью (работавшей в этом же госпитале) и сестрой. В ноябре 1944 года они вернулись в Нежин, где после Победы к ним присоединился отец, служивший в годы войны в действующей армии, а затем во фронтовых госпиталях.
В 1945 году поступила в Нежинскую акушерско-фельдшерскую школу (ныне Нежинский медицинский колледж), которую окончила в 1947 году и в том же году уехала с семьёй в Дрезден, куда был направлен отец. Оттуда отца перевели в Вильнюс, а Элина с сестрой вновь вернулись в Нежин. В конце 1940-х начала заниматься в художественной самодеятельности. Окончила балетный класс при музыкальной школе. По настоянию отца в 1947 году поступила на филологический факультет в Нежинский государственный педагогический институт имени Н. В. Гоголя. Через год оставила учёбу, переехала к бабушке в Киев и поступила на актёрский факультет в Киевский институт театрального искусства имени И. К. Карпенко-Карого на курс Л. А. Олейника, который окончила в 1953 году. Во время учёбы работала ассистенткой у иллюзиониста Э. Т. Кио.
18 сентября 1953 года была зачислена в штат Вильнюсского русского драматического театра, где уже 14 ноября дебютировала в главной роли в пьесе А. Н. Арбузова «Таня»; 28 января 1956 года покинула театр по собственному желанию. В 1956—1958 годах — актриса Московского драматического театра имени А. С. Пушкина.
С 1958 года по 2012 год — в труппе Малого театра (Москва), сначала по договору, а с марта 1959 года с зачислением в штат. Дебютом в театре была роль леди Уиндермир в спектакле «Веер леди Уиндермир» О. Уайльда (1959). Затем в 1965 году сыграла в той же пьесе миссис Эрлин.
В 1998 году работала в Московском драматическом театре имени М. Ермоловой.
Начала сниматься в кино в 1950 году. Исполняла роли Лены Алексеенко в фильме «В мирные дни», (1950), Елизаветы Максимовны («Неоконченная повесть», 1955), Аксиньи («Тихий Дон», 1957—1958), Лёли («Добровольцы», 1958), Ксении Румянцевой («Всё остаётся людям», 1963) и другие. По опросу читателей газеты «Советская культура», была названа лучшей актрисой 1955 года.
Большую известность принесла роль Аксиньи («Тихий Дон», 1957—1958). Элина Быстрицкая вспоминает: «Была огромная зрительская почта. Но одно письмо, помню, было совершенно особенное — послание от тридцати старейшин донских казаков. Они писали, что просят называться Аксиньей Донской».
С конца 1960-х годов отказывалась сниматься в кино, считая предлагаемые роли недостаточно серьёзными. Вернулась на экраны в начале 1990-х, сыграв в эпизодических ролях в перестроечных фильмах, таких как «Семь дней после убийства», «Бравые парни» и других.

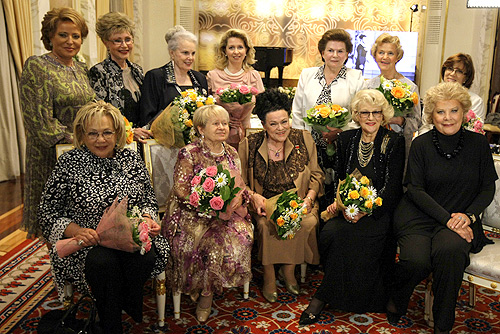
На юбилее Людмилы Зыкиной, 10 июня 2009 года

С 1978 года занималась педагогической деятельностью в Высшем театральном училище имени М. С. Щепкина (профессор), преподавала на кафедре актёрского мастерства в ГИТИСе имени А. В. Луначарского.

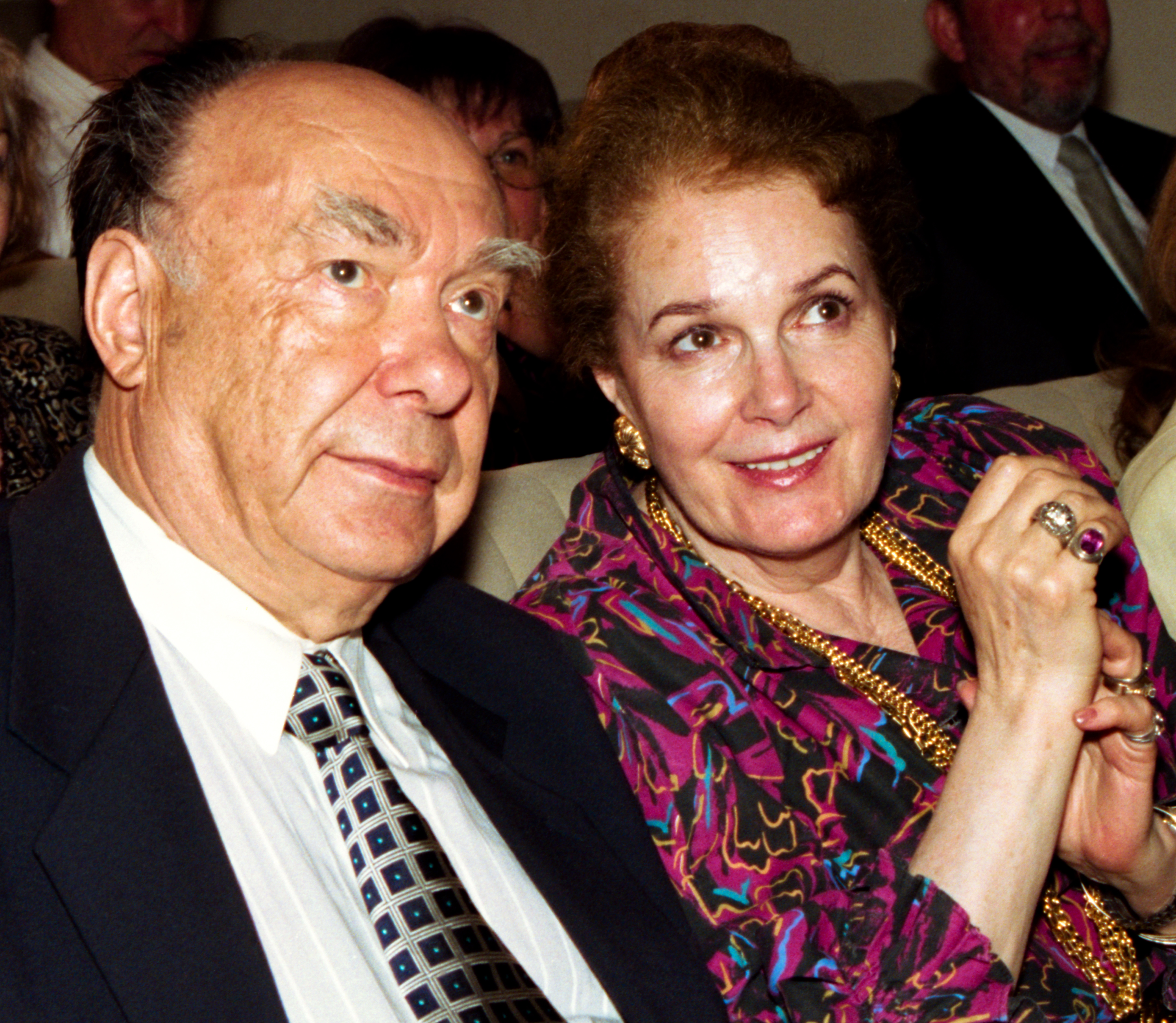
Э. А. Быстрицкая с А. Н. Яковлевым, 1997 год, автор фото: Лев Медведев

Выступала в концертах, в том числе сольных, где декламировала стихи и прозу, пела романсы, русские народные песни, песни военных лет. С 2010 года сотрудничала с Государственным академическим русским народным ансамблем «Россия» имени Л. Зыкиной.
Жила в высотном здании на площади Восстания, потом в центре Москвы, в Леонтьевском переулке, дом № 14.

### Общественная деятельность
Член КПСС с 1970 года.
С 1975 года, в течение 17 лет возглавляла Федерацию художественной гимнастики СССР, военно-патриотическую комиссию Всероссийского театрального общества (ныне Союз театральных деятелей Российской Федерации), была участником Антисионистского комитета советской общественности (АКСО), почётным президентом Федерации бильярда, членом Совета по культуре при президенте Российской Федерации, впоследствии — учредитель и президент Благотворительного фонда поддержки культуры и искусства, профессор и академик нескольких академий.
Академик Национальной академии кинематографических искусств и наук России. Вице-президент Международного фонда охраны здоровья матери и ребёнка, состояла в политическом движении «Стабильная Россия».
21 февраля 2014 года вместе с В. Лановым, И. Кобзоном и космонавтом А. Волковым подписала призыв к президенту Украины Виктору Януковичу «применить всю власть и силу, которая есть в Ваших руках, чтобы навести порядок в стране»[значимость факта?].
В марте 2014 года Быстрицкая поддержала аннексию Крыма, подписала письмо президенту России Владимиру Путину в поддержку аннексии.
Входила в состав Общественного совета при Следственном комитете Российской Федерации.

### Смерть
Скончалась 26 апреля 2019 года на 92-м году жизни в московской больнице, куда была госпитализирована за неделю до этого в тяжёлом состоянии. Прощание и гражданская панихида состоялись 29 апреля 2019 года на сцене Малого театра, похоронена в тот же день на Новодевичьем кладбище Москвы. На месте захоронения актрисе 11 ноября 2020 года открыт памятник из белого мрамора авторства скульпторов В. Согояна и М. Согояна.

### Семья
- Отец — Авраам Пейсахович Быстрицкий (4 ноября 1901, Бердичев — 1969), врач-эпидемиолог, подполковник медицинской службы, кавалер двух орденов Красной Звезды[26] .
- Мать — Эсфирь Исааковна Быстрицкая (1906 — 11 сентября 1979)[27]. Родители похоронены в Вильнюсе.
- Сестра — София Аврамовна (позже Авраамовна) Шегельман[28] (род. 1937), служила редактором в издательствах «Вышэйшая школа» (Минск) и «Минтис» (Вильнюс), переводила с литовского и польского языков[29]; с 1989 года живёт в Ашдоде, Израиль[30]; тринадцать лет была литредактором в израильской русскоязычной газете «Новости недели»[27]; публикует художественную прозу под именем «София Шегель», автор четырёх книг[31]. Её муж Вадим Романович Шегельман был абсолютным чемпионом Литовской ССР по спортивной гимнастике (1956), затем работал тренером по спортивной гимнастике и акробатике СДЮШОР в Минске, брат заслуженного тренера Российской Федерации по самбо И. Р. Шегельмана[32].
- Гражданский муж — Андрей Константинович Поляков, главный режиссёр русского драматического театра Литвы. Отношения с Поляковым завязались на репетициях. В столицу они уехали вместе. В Москве сняли временное жилье. Они были вместе меньше двух лет[33][34].
- Муж — Николай Иванович Кузьминский (1915—1990), заведующий отделом переводов Министерства внешней торговли СССР; Познакомились на одной из вечеринок Марка Бернеса[34]. Была третьей его женой. Детей у пары не было, развелись в 1985 году после 27 лет совместной жизни[35][36].
- Двоюродный брат — Михаил Ильич Сокольский (1928—2016), заслуженный работник культуры РСФСР, более 30 лет возглавлявший Дворец культуры Дулёвского фарфорового завода.

## Звания и награды
Государственные награды СССР и Российской Федерации:
Почётные звания:

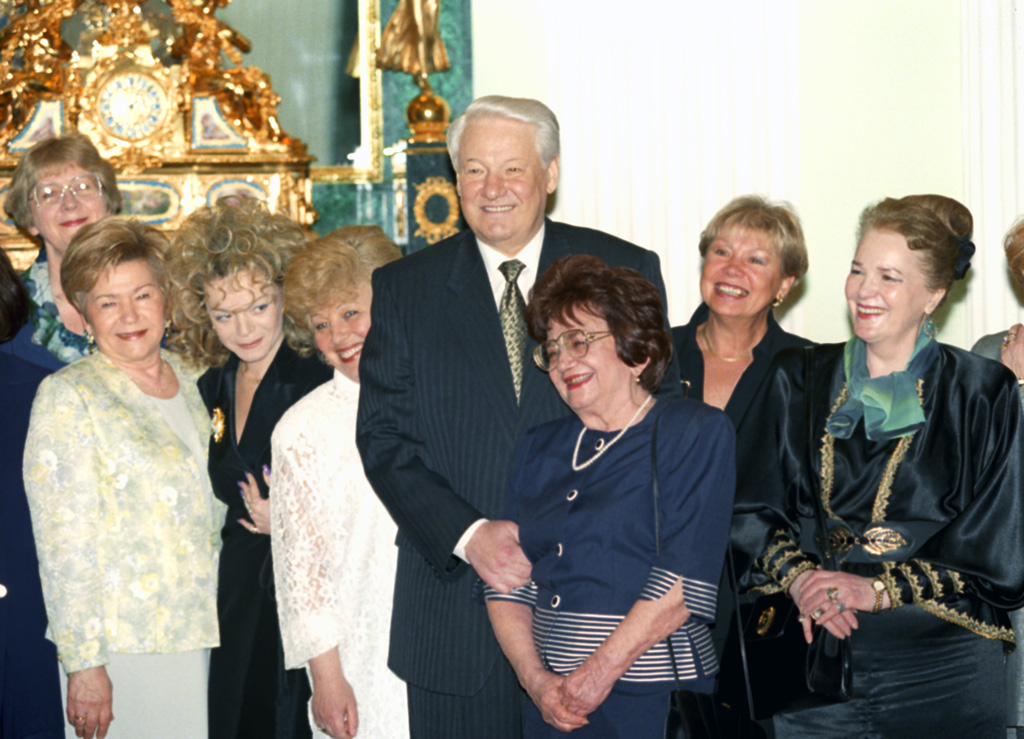
С президентом России Борисом Ельциным, 8 марта 1998 года

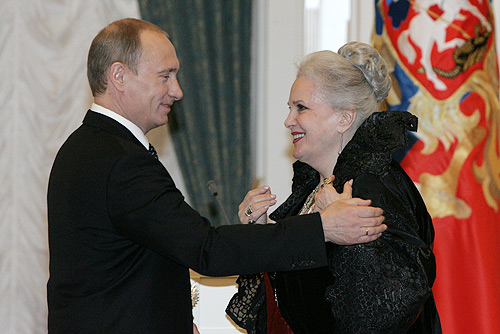
Президент Российской Федерации Владимир Путин вручает актрисе Элине Быстрицкой орден «За заслуги перед Отечеством» I степени. Москва, Кремль, 29 апреля 2008 года

- Заслуженная артистка РСФСР (7 марта 1962) — за заслуги в области советского театрального искусства[37]
- Народная артистка РСФСР (15 августа 1966) — за заслуги в области советского киноискусства[38]
- Народная артистка СССР (5 мая 1978) — за большие заслуги в развитии советского театрального искусства[39]
- Народная артистка Азербайджанской ССР[40]
- Народная артистка Грузинской ССР[40]
- Народная артистка Казахской ССР[40]

Поощрения президента Российской Федерации:
- Благодарность президента Российской Федерации (11 июля 1996) — за активное участие в организации и проведении выборной кампании президента Российской Федерации в 1996 году[41]
- Благодарность президента Российской Федерации (25 октября 1999) — за большие заслуги в развитии театрального искусства и в связи со 175-летием театра[42]
- Благодарность президента Российской Федерации (4 апреля 2003) — за большие заслуги в развитии театрального искусства[43]

Ордена:
- Два ордена «Знак Почёта»:

первый (7 марта 1960) — в ознаменование 50-летия Международного женского дня и отмечая активное участие женщин Советского Союза в коммунистическом строительстве и их заслуги перед Советским государством по воспитанию молодого поколения, за достижение высоких показателей в труде и плодотворную общественную деятельность
второй (4 ноября 1967) — за заслуги в развитии советской кинематографии, активное участие в коммунистическом воспитании трудящихся, многолетнюю и плодотворную работу в учреждениях кино
- Орден Трудового Красного Знамени (4 ноября 1974) — за заслуги в развитии советского театрального искусства и в связи со 150-летием со дня основания Малого театра[46]
- Орден Отечественной войны II степени (11 марта 1985) — за храбрость, стойкость и мужество, проявленные в борьбе с немецко-фашистскими захватчиками, и в ознаменование 40-летия победы советского народа в Великой Отечественной войне 1941—1945 годов[47]
- Орден Октябрьской Революции (11 мая 1988) — за заслуги в развитии советского театрального искусства[48]
- Орден «За заслуги перед Отечеством» II степени (1 апреля 1998) — за большой вклад в развитие отечественной культуры и искусства[49]
- Орден «За заслуги перед Отечеством» I степени (4 апреля 2008) — за выдающийся вклад в развитие отечественного театрального и кинематографического искусства, многолетнюю творческую деятельность[50]
- Орден «За заслуги перед Отечеством» III степени (11 октября 2018) — за большой вклад в развитие отечественной культуры и искусства, многолетнюю плодотворную деятельность[51]

Медали:
- Медаль «В ознаменование 100-летия со дня рождения Владимира Ильича Ленина»
- Медаль «За победу над Германией в Великой Отечественной войне 1941—1945 гг.»
- Медаль «Двадцать лет Победы в Великой Отечественной войне 1941—1945 гг.»
- Медаль «Тридцать лет Победы в Великой Отечественной войне 1941-1945 гг.»
- Медаль «Сорок лет Победы в Великой Отечественной войне 1941-1945 гг.»
- Медаль «50 лет Победы в Великой Отечественной войне 1941-1945 гг.»
- Медаль «60 лет Победы в Великой Отечественной войне 1941—1945»
- Медаль «65 лет Победы в Великой Отечественной войне 1941—1945»
- Медаль «70 лет Победы в Великой Отечественной войне 1941—1945»
- Медаль Жукова
- Медаль «За доблестный труд в Великой Отечественной войне 1941-1945 гг.»
- Медаль «Ветеран труда»
- Медаль «В память 850-летия Москвы»
- Медаль «80 лет ВЛКСМ»

Другие награды, премии, поощрения и общественное признание:
- Диплом «Приз Веры Холодной — семь красавиц кино» (по ролям в кино и жизни) в номинации «Самая женственная» (1998)[52]
- Премия Мэрии Москвы в области литературы и искусства (15 августа 2000) — за исполнение главных ролей в спектакле «Перекрёсток» по пьесе Л. Зорина в Московском театре — Центре им. М. Н. Ермоловой[53]
- МКФ актёров кино «Созвездие» (2000, Приз «За выдающийся вклад в отечественный кинематограф»)
- Национальная премия общественного признания достижений женщин России «Олимпия» Российской Академии бизнеса и предпринимательства (2001)[54]
- Премия «Триумф» (2002)
- Премия «Кумир» в номинации «За высокое служение искусству» (2003)
- Премия «Сокровищница Родины» (журнал «Родина», 2004)[55]
- Премия Правительства Российской Федерации в области культуры (14 декабря 2006) — за спектакль по пьесе А. Н. Островского «На всякого мудреца довольно простоты»[56]
- Премия «Звезда Театрала» в номинации «Легенды сцены» (2009)
- Орден «За заслуги перед Ростовской областью» (30 апреля 2013) — за большой вклад в развитие культуры и многолетнюю плодотворную творческую деятельность[57]
- Международная премия «Вера и верность» (Фонд Святого Всехвального апостола Андрея Первозванного, 2013) — за неустанное творческое служение, актёрское мастерство и активную общественную деятельность
- Национальная премия «Россиянин года» (2013)
- Лауреат российской национальной театральной премии «Золотая маска — 2019» — за выдающийся вклад в развитие театрального искусства[58]
- Почётная казачка, полковник казачьих войск, имела право ношения оружия
- 2 апреля 1999 года в честь Э. А. Быстрицкой назван астероид 6180 Bystritskaya, открытый в 1986 году астрономом Л. И. Черных

## Творчество

### Избранные театральные роли
Вильнюсский русский драматический театр
- 1953 — «Таня» А. Н. Арбузова — Таня
- 1953 — «Порт-Артур» И. Ф. Попова и А. Н. Степанова — Варя
- 1954 — «Годы странствий» А. Н. Арбузова — Ольга
- «Повесть о настоящем человеке» по Б. Н. Полевому — Клавдия
- «Аленький цветочек» по С. Т. Аксакову — Алёнушка

Малый театр
- 1959 — «Веер леди Уиндермиер» О. Уайльда — Леди Уиндермиер
- 1960 — «Осенние зори» В. И. Блинова — Наталья
- 1960 — «Карточный домик» О. Н. Стукалова — Нина
- 1961 — «Почему улыбались звёзды» А. Е. Корнейчука — Клеопатра Гавриловна
- 1961 — «Крылья» А. Е. Корнейчука — Катерина Ремез
- 1961 — «Весенний гром» Д. И. Зорина — Паранька
- 1962 — «Маскарад» М. Ю. Лермонтова — баронесса Штраль
- 1963 — «Палата» С. И. Алёшина — Ксения Ивановна
- 1964 — «Дачники» М. Горький — Юлия Филипповна
- 1964 — «Главная роль» С. И. Алёшина — Мария Ивановна Мартынова
- 1965 — «Веер леди Уиндермиер» О. Уайльда — Миссис Эрлин
- 1965 — «Герой Фатерланда» Л. Кручковского — Эльза
- 1966 — «Волки и овцы» А. Н. Островского — Глафира
- 1966 — «Иванов» А. П. Чехова — Анна Петровна
- 1966 — «Стакан воды» Э. Скриба — Герцогиня Мальборо
- 1968 — «Старик» М. Горького — Софья Марковна
- 1970 — «Признание» С. А. Дангулова — Анастасия
- 1971 — «Каменный хозяин» Л. Украинки — Донна Анна
- 1972 — «Бешеные деньги» А. Н. Островского — Лидия
- 1972 — «Перед заходом солнца» Г. Гауптмана — Паула Клотильда Клаузен
- 1973 — «Касатка» А. Н. Толстого — Маша
- 1977 — «Любовь Яровая» К. А. Тренёва. Режиссёр: П. Н. Фоменко — Павла Петровна Панова[59]
- 1981 — «Выбор» по Ю. В. Бондареву — Мария
- 1981 — «Фома Гордеев» по М. Горькому — Пелагея
- 1981 — «Без вины виноватые» А. Н. Островского — Кручинина и Отрадина
- 1989 — «Долгий день уходит в ночь» Ю. О’Нила — Мэри
- 1992 — «Дядюшкин сон» по Ф. М. Достоевскому — Москалёва
- 2000 — «Горе от ума» А. С. Грибоедов — Хлёстова
- 2002 — «На всякого мудреца довольно простоты» А. Н. Островского — Турусина
- 2007 — «Любовный круг» по пьесе «Круг» С. Моэма — Леди Кити Чемпион-Ченей

Московский драматический театр имени М. Н. Ермоловой
- 1998 — «Перекрёсток» («Варшавская мелодия-98») Л. Г. Зорина — Она

### Роли в кино
- 1950 — В мирные дни — Лена Алексеенко
- 1951 — Тарас Шевченко — эпизод
- 1954 — «Богатырь» идёт в Марто — Женя Сергеева, радистка
- 1955 — Неоконченная повесть — Елизавета Максимовна
- 1958 — Тихий Дон — Аксинья
- 1958 — Добровольцы — Лёля
- 1960 — Русский сувенир — Мария-Пандора (Барбара) Монтези
- 1963 — Всё остаётся людям — Ксения Румянцева
- 1964 — Негасимое пламя — Глаша
- 1966 — Дачники — Суслова Юлия Филипповна
- 1967 — Николай Бауман — Андреева
- 1990 — Московский полицейский Каминский — Ивановна
- 1991 — Семь дней после убийства — Кира Александровна, жена генерала
- 1992 — Прощальные гастроли — пассажирка поезда
- 1993 — Бравые парни — Надежда, жена Чередниченко
- 2002 — Бабий Яр — Элеонора
- 2004 — Сага древних булгар. Лествица Владимира Красное Солнышко — княгиня Ольга
- 2005 — Сага древних булгар. Сказание Ольги Святой — княгиня Ольга
- 2006 — Возвращение Мухтара — Алина Станиславовна

### Телеспектакли
- 1973 — Волки и овцы — Глафира
- 1974 — Дом Островского — Глафира
- 1974 — Старик — Софья Марковна
- 1976 — Признание — Анастасия
- 1978 — Бешеные деньги — Лидия
- 1983 — Фома Гордеев — Пелагея
- 1985 — Без вины виноватые — Кручинина
- 2002 — Горе от ума — Хлёстова
- 2008 — Любовный круг — леди Китти Чемпион-Ченей
- 2008 — На всякого мудреца довольно простоты — Софья Игнатьевна Турусина

### Участие в фильмах
- 2002 — Владимир Кенигсон (из цикла телепрограмм канала «ОРТ» «Чтобы помнили») (документальный)
- 2005 — Николай Черкасов (из цикла передач телеканала «ДТВ» «Как уходили кумиры») (документальный)
- 2006 — Михаил Шолохов (из цикла передач телеканала «ДТВ» «Как уходили кумиры») (документальный)
- 2006 — Алла на шее (документальный)
- 2007 — Жизнь и судьба артиста Михаила Ульянова (документальный)
- 2007 — Михаил Ульянов. Человек, которому верили (документальный)
- 2007 — Сны и явь Михаила Жарова (документальный)
- 2008 — Иван Грозный с душой Дон Кихота. Николай Черкасов (документальный)
- 2010 — Двое против Фантомаса. Де Фюнес — Кенигсон (документальный)
- 2013 — Зинаида Кириенко. Зла не помню, обид не держу (документальный)

### Книги
- Быстрицкая Э. «Встречи под звездой надежды» (2017);
- Быстрицкая Э. «Звёзды на небе» (2017);
- Быстрицкая Э., Шегельман С. «Дыхание в унисон» (2022).

## Память
Творчеству актрисы посвящены документальные фильмы и телепередачи:
- «Элина Быстрицкая. „Портрет одной весны“» (1987)
- «Элина Быстрицкая. „Сердце красавицы“» («Первый канал», 2008)
- «Элина Быстрицкая. „Железная леди“» («ТВ Центр», 2008)[60]
- «Элина Быстрицкая. „Звезда эпохи“» («Первый канал», 2013)[61][62]
- «Элина Быстрицкая. „Свою жизнь я придумала сама“» («ТВ Центр», 2019)[63]
- «Элина Быстрицкая. „Ненавижу мужчин“» («ТВ Центр», 2021)[64].